# Joseph Kohn
Josef Kohn, též Joseph John Kohn (18. května, 1932 v Praze – 13. září 2023) byl emeritní profesor matematiky na Princetonské univerzitě a jeden z předních světových matematiků. Díky společnému otci je polovlastním bratrem Miloše Formana.

## Život
Josef Kohn se narodil v rodině předního pražského architekta Otto Kohna. Rodina v roce 1938 uprchla před nacisty do Francie a poté do Ekvádoru. V roce 1945 se přestěhovali do USA. Josef Kohn zde navštěvoval střední Brooklyn Technical High School a poté studoval prestižní techniku MIT (1953) a Princeton University, kde v roce 1956 získal doktorát. Zabýval se 
parciálními diferenciálními operátory a komplexní analýzou.
V roce 1979 získal Steelovu cenu Americké matematické společnosti, v roce 1990 získal čestný doktorát Boloňské univerzity a v roce 1993 mu Jednota českých matematiků a fyziků udělila medaili JČMF.
Pravidelně navštěvoval Českou republiku, kde mu byl v rámci restitucí vrácen nemovitý majetek, a hovořil plynně česky.